# Victor Coissac
Victor Coissac (1867-1941) est un instituteur socialiste libertaire partisan des milieux libres.
Il fonde, en 1922, la colonie « L’Intégrale » en Lot-et-Garonne (1922-1935).
Auteur de nombreux ouvrages, il collabore à plusieurs titres de la presse libertaire.

## Biographie
Né le 3 mai 1867, à Treignac (Corrèze), dans une famille modeste. Il obtient le brevet supérieur et accomplit sa carrière d'instituteur à Tours.
Durant les années précédant la Première Guerre mondiale, il est actif dans le mouvement syndical et participe à diverses expériences de coopératives ouvrières et d'éducation populaire.
Il s'oriente vers une forme de révolution non-violente, où les ouvriers se libéreraient eux-mêmes des patrons, en s'associant pour vivre et produire en commun. Les bénéfices ainsi réalisés permettraient de créer de nouvelles communautés. L'organisation future de ces communautés est décrite en détail dans son ouvrage « La Réalisation du bonheur par l'établissement graduel et pacifique du régime communiste, ou la Rénovation sociale accomplie sans à coups ni violence » (1916).

### Communauté libertaire
De 1922 à 1935, il anime la communauté libertaire L’Intégrale à Puch-d'Agenais (Lot-et-Garonne).
Liée au mouvement individualiste et pacifiste, mais également à l'anarcho-syndicalisme, la colonie gère, notamment, une maison d'édition et une imprimerie qui profite à quelques revues parfois censurées.
Soixante-dix personnes au total traversent en treize ans la vie de la communauté.
Au début des années 1930, la féministe socialiste libertaire Gabrielle Petit participe à la colonie. Malgré son âge avancé, 73 ans, elle s'active beaucoup, surtout à l'imprimerie.
Mais, la maison d'édition et l'imprimerie ne rapporte pas assez. Incapable de tirer profit de son agriculture et ne subsistant qu'avec l'aide d'un réseau d'amis, L'Intégrale, accablée de dettes et de conflits, est contrainte de fermer ses portes en 1935.
Dans le mouvement libertaire, L’Intégrale fait débat. Ne serait-elle qu'une expérience de « communisme patriarcal » comme la brocarde l'anarchiste E. Armand en 1925 ? Ou une « colonie semi-libertaire » avec une autogestion très limitée, ?

### Pionnier de la conquête spatiale
En parallèle de son œuvre sociale, Victor Coissac est aussi parmi les premiers à s'être intéressé à la question du vol spatial d'un point de vue scientifique. En 1916, il publie ainsi La Conquête de l'espace, dont le but est de démontrer la possibilité des voyages interplanétaires. Ne rencontrant que très peu d'écho tant dans les milieux scientifiques qu'auprès du grand public, il tente au milieu des années 1930 de populariser ses thèses à travers la publication d'un diptyque romanesque : L'Envol et Sur la Lune. Le roman ne rencontra cependant guère plus de succès, et bien que plusieurs des solutions proposées par Coissac furent précisément celles utilisées par les programmes spatiaux américains et soviétiques à partir des années 1950, l’œuvre scientifique de Coissac demeure encore aujourd'hui largement méconnue.

## Publications
- Data-Bnf : Victor Coissac (1867-1941).
- René Bianco, Répertoire des périodiques anarchistes de langue française : un siècle de presse anarchiste d’expression française, 1880-1983, thèse de doctorat, Université d’Aix-Marseille, 1987, 3503 pages, Victor Coissac.
- Hélène Strub et Collectif, Catalogue des périodiques anarchistes (1871-2000), Institut français d'histoire sociale, site anarlivres.free.fr : Victor Coissac.
- Centre International de Recherches sur l'Anarchisme (Lausanne) : Victor Coissac.